# Stegomyrmex

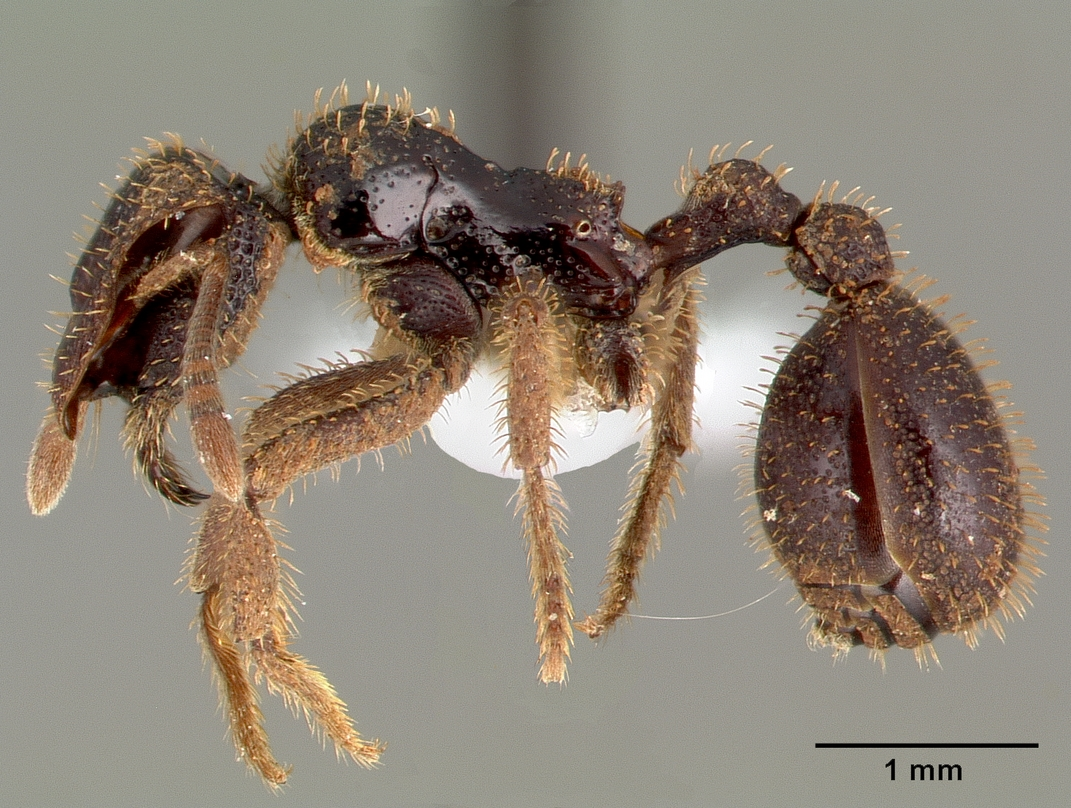
Stegomyrmex vizottoi

Stegomyrmex  (лат.) — род муравьёв (Formicidae) из подсемейства Myrmicinae.

## Распространение
Неотропика.

## Описание
Усики 12-члениковые, булава из 3 члеников. Усиковые валики сильно выступающие, нависают впереди над клипеусом и основанием мандибул. Стебелёк между грудкой и брюшком состоит из двух члеников: петиолюса и постпетиолюса (последний четко отделен от брюшка), жало развито, куколки голые (без кокона).

## Систематика
Около 5 видов. Род относится к трибе Stegomyrmecini.
- Stegomyrmex bensoni Feitosa, Brandão & Diniz, 2008
- Stegomyrmex connectens Emery, 1912 typus
- Stegomyrmex manni Smith, 1946
- Stegomyrmex olindae Feitosa, Brandão & Diniz, 2008
- Stegomyrmex vizottoi Diniz, 1990